# William Cavendish, 1. Duke of Devonshire

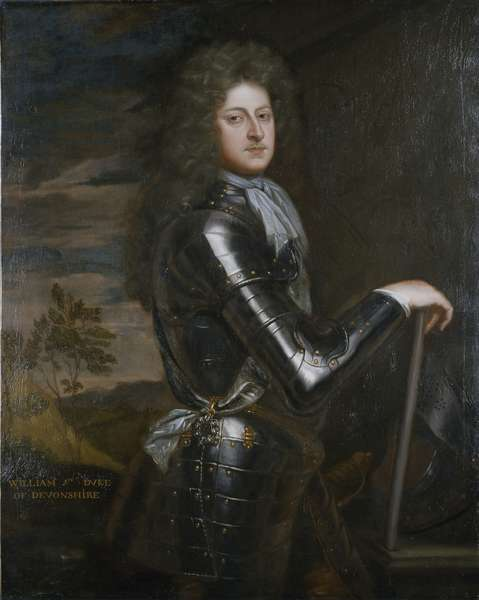
William Cavendish, 1. Duke of Devonshire

William Cavendish, 1. Duke of Devonshire KG PC FRS (* 25. Januar 1640; † 18. August 1707 in London) war ein englischer Peer und Politiker.

## Leben
Cavendish war der einzige Sohn von William Cavendish, 3. Earl of Devonshire und dessen Ehefrau Lady Elizabeth Cecil, Tochter des William Cecil, 2. Earl of Salisbury. Als Heir apparent seines Vaters führte er zu dessen Lebzeiten den Höflichkeitstitel Lord Cavendish.
1661 wurde er als Knight of the Shire für Derbyshire ins englische House of Commons gewählt. Er war Mitglied der Whigs unter Karl II. und Jakob II. und einer der führenden Oppositionellen und Antikatholiken. In den zwei nachfolgenden Wahlen 1679 und 1681 wurde er als Unterhausmitglied bestätigt. Beim Tod seines Vaters erbte er 1684 dessen Adelstitel als 4. Earl of Devonshire und 4. Baron Cavendish of Hardwick und wurde dadurch Mitglied des House of Lords.
Cavendish unterzeichnete als einer der Immortal Seven das Einladungsschreiben an Wilhelm von Oranien, der 1688 in England landete, in der Glorious Revolution Jakob II. stürzte und als Wilhelm III. zu Beginn des Jahres 1689 offiziell König von England wurde. Cavendish schloss sich Wilhelm kurz nach dessen Landung an, hob ein eigenes Kavallerieregiment aus und kämpfte als dessen Colonel 1689 im Krieg der zwei Könige in Irland gegen die Jakobiten. Im Rahmen der Feierlichkeiten zur Krönung Wilhelms III. wurde Cavendish als Knight Companion in den Hosenbandorden aufgenommen.
Nach der Revolution blieb Cavendish führender Politiker der Whigs und wurde 1689 zum Privy Counsellor ernannt. Gleichzeitig übernahm er das Hofamt des Lord Steward, das er bis 1707 innehatte. Bei den Krönungen Wilhelms III. 1689 und Annes 1702, übte er zudem das Staatsamt des Lord High Steward aus. In Anerkennung seiner Verdienste wurden ihm 1694 die Adelstitel Duke of Devonshire und Marquess of Hartington verliehen. Von der University of Cambridge erhielt Cavendish 1705 die Ehrenwürde eines Master of Arts.

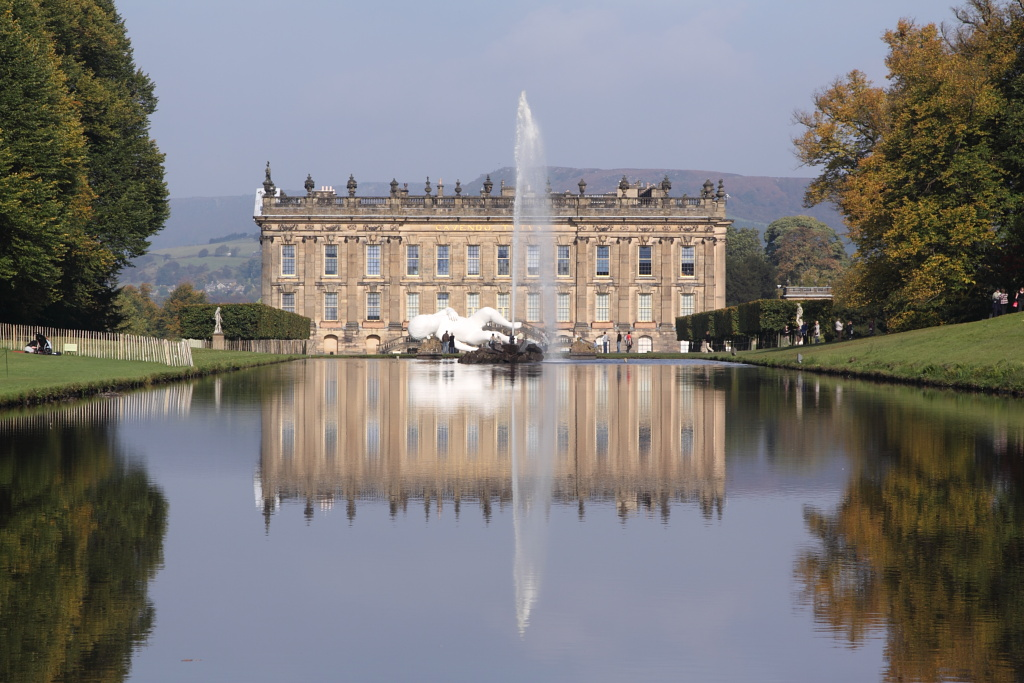
Chatsworth House

Den Familiensitz Chatsworth House in Derbyshire ließ er in den Jahren 1686 bis 1707 neu errichten. In dieser Zeit erfolgte auch eine Erweiterung der Parkanlagen.

## Familie
Er heiratete am 26. Oktober 1662 Lady Mary Butler (1646–1710), Tochter des James Butler, 1. Duke of Ormonde und der Elizabeth Preston, 2. Lady Dingwall. Aus der Ehe gingen vier Kinder hervor:
- Lady Elizabeth Cavendish (1670–1741) ⚭ Sir John Wentworth, 1. Baronet (1673–1720);
- William Cavendish, 2. Duke of Devonshire (1672–1729);
- Lord Henry Cavendish (1673–1700), MP, ⚭ Rhoda Cartwright;
- Lord James Cavendish (1674–1751), MP, ⚭ Anne Yale.